# Ryydynpohja
Ryydynpohja är en sjö i Finland. Den ligger i Tammerfors i landskapet Birkaland, i den södra delen av landet, 170 km norr om huvudstaden Helsingfors. Ryydynpohja ligger 104 meter över havet. Arean är 0,26 kvadratkilometer. I omgivningarna runt Ryydynpohja växer i huvudsak barrskog. Den sträcker sig 0,7 kilometer i nord-sydlig riktning, och 0,7 kilometer i öst-västlig riktning.
I övrigt finns följande vid Ryydynpohja:
- Ilmarinjärvi (en sjö)